# Towarzystwo Przyjaciół Ukrainy
Towarzystwo Przyjaciół Ukrainy (skrót TPU) – polska organizacja non-profit powstała z inicjatywy grupy studentów ukrainistyki w 2004 roku. Skupia osoby zainteresowane ukraińską kulturą, turystyką, stosunkami dobrosąsiedzkimi. Funkcję Prezesa Zarządu TPU pełni obecnie Weronika Marczuk, wiceprezesa – Ołeś Jakymiw (ukr. Олесь Якимів).
Organizacja wspiera lub współorganizuje wydarzenia kulturalne i sportowe – mecze przyjaźni, koncerty artystów ukraińskich, festiwale, spotkania lub wydawnictwa tematyczne. TPU współorganizowało pierwszy w Polsce koncert jednego z najbardziej znanych zespołów ukraińskich Okean Elzy, tydzień teatru ukraińskiego w Warszawie, festiwal „Sąsiedzi przy stole” i inne.
Siedziba Towarzystwa Przyjaciół Ukrainy mieści się na Mokotowie w Warszawie przy ul. Podchorążych 15/19. Oficjalna strona internetowa organizacji: www.tpu.org.pl.